# Planificación de los requerimientos de material

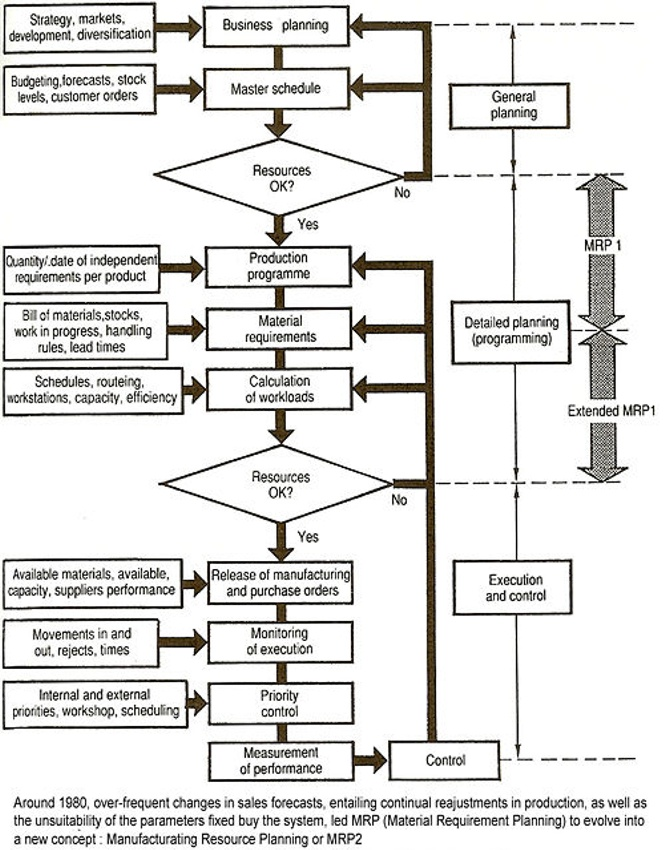
Planificación de Recursos de Fabricación (o MRP2) - Alrededor de 1980, los cambios demasiado frecuentes en las previsiones de ventas, que implicaban continuos reajustes en la producción, así como la inadecuación de los parámetros fijados por el sistema, hicieron que el MRP (Planificación de Necesidades de Material) evolucionara hacia un nuevo concepto : Planificación de Recursos de Fabricación (MRP 2).

La planificación de los materiales o MRP (en inglés, material requirements planning) es un sistema de planificación y administración, normalmente asociado con un software que planifica la producción y un sistema de control de inventarios.
Tiene el propósito de que se tengan los materiales requeridos en el momento oportuno para cumplir con las demandas de los clientes. El MRP, en función de la producción programada, sugiere una lista de órdenes de compra a proveedores. 
Más en detalle, trata de cumplir simultáneamente tres objetivos:
- Asegurar materiales y productos que estén disponibles para la producción y entrega a los clientes.
- Mantener los niveles de inventario adecuados para la operación.
- Planear las actividades de manufactura, horarios de entrega y actividades de compra.

## Historia
En la Segunda Guerra Mundial, el gobierno estadounidense empleó programas especializados para controlar la logística u organización de sus unidades en batalla. Estas soluciones tecnológicas, son conocidas como los primeros sistemas para la planificación del requerimiento de materiales (MRP Systems).
Para el final de los años 50, los sistemas MRP comenzaron a utilizarse en los sectores productivos, en especial de los Estados Unidos de Norteamérica. Estos sistemas les permitieron llevar un control de diversas actividades, como el control de inventario, facturación, pago y administración de nómina.
De manera paralela, la evolución de las computadoras favoreció el crecimiento de estos sistemas en cuanto al número de empresas que optaban por ellos. Claro que esas computadoras eran muy rudimentarias pero contaban con la capacidad de almacenamiento y recuperación de datos que facilitaban el poder procesar transacciones.
En las décadas de los años 60 y 70 evolucionaron para ayudar a las empresas a reducir los niveles de inventario, lo que reducía los gastos de la empresa, ya que solo compraban cuando era necesario.
El objetivo principal de estos sistemas es controlar el proceso de producción en empresas cuya actividad se desarrolla en un entorno de fabricación. La producción en este entorno supone un proceso complejo, con múltiples etapas intermedias, en las que tienen lugar procesos industriales que transforman los materiales empleados, se realizan montajes de componentes para obtener unidades de nivel superior que a su vez pueden ser componentes de otras, hasta la terminación del producto final, listo para ser entregado a los clientes externos. La complejidad de este proceso es variable, dependiendo del tipo de productos que se fabriquen.
Los sistemas básicos para planificar y controlar estos procesos, abordan el problema de la ordenación del flujo de materiales en la empresa para alcanzar eficientemente los objetivos de producción, constando todos ellos de las mismas etapas:
- Ajustar los inventarios
- Ajustar la capacidad
- Ajustar la mano de obra
- Ajustar los costes de producción
- Ajustar los plazos de fabricación
- Y ajustar las cargas de trabajo en las distintas secciones.

El MRP no es un método sofisticado, sino que, por el contrario, es una técnica sencilla, que procede de la práctica y que, gracias al ordenador, funciona y deja obsoletas las técnicas clásicas en lo referente al tratamiento de artículos de demanda dependiente. Su aparición en los programas académicos es muy reciente. Su gran popularidad creciente no es debida solo a sus éxitos obtenidos, sino también a la labor publicitaria realizada por la A.P.I.C.S. (American Production and Inventory Society), que ha dedicado un considerable esfuerzo para su expansión y conocimiento, encabezado por profesionales como J. Orlicky, O. Wight, G. Plossl y W. Goddard.

## Objetivos
El MRP determina cuántos componentes se necesitan, así como cuándo hay que llevar a cabo el Plan Maestro de Producción, que se traduce en una serie de órdenes de compra y fabricación de los materiales necesarios para satisfacer la demanda de productos finales.
- Disminuir inventarios.
- Disminuir los tiempos de espera en la producción y en la entrega.
- Determinar obligaciones realistas.
- Incrementar la eficiencia.
- Proveer alerta temprana.
- Proveer un escenario de planeamiento de largo plazo.

Un sistema MRP debe satisfacer las siguientes condiciones:
- Asegurarse de que los materiales y productos solicitados para la producción son repartidos a los clientes.
- Mantener el mínimo nivel de inventario.
- Planear actividades de:
  - Fabricación.
  - Entregas.
  - Compras.

## Procedimiento
El MRP es un sistema de planificación de la producción y de gestión de stocks (o inventarios) que responde a las preguntas: ¿qué? ¿cuánto? y ¿cuándo?, se debe fabricar y/o aprovisionar material.
El procedimiento del MRP está basado en dos ideas esenciales:
- La demanda de la mayoría de los artículos no es independiente, únicamente lo es la de los productos terminados.
- Las necesidades de cada artículo y el momento en que deben ser satisfechas estas necesidades, se pueden calcular a partir de unos datos bastantes sencillos:

1. Las demandas independientes.
2. La estructura del producto.

Así pues, el MRP consiste esencialmente en el cálculo de necesidades netas de los artículos necesarios, introduciendo un factor nuevo, no considerado en los métodos tradicionales, como es el plazo de fabricación o entrega de cada uno de los artículos, indicando la oportunidad de fabricar (o aprovisionar) los componentes respecto a su utilización en la siguiente fase del proceso.
En la base del nacimiento de los sistemas MRP está la distinción entre demanda independiente y demanda dependiente. 
Esta distinción es importante, debido a que la gestión de stocks de un producto varía según su tipo de demanda. Las demandas independientes aplican métodos estadísticos de previsión por demanda continua y en las dependientes se utilizan los sistemas MRP.
El concepto de MRP es sencillo: se trata de saber qué y cuanto se debe aprovisionar/fabricar y en qué momento para cumplir con los compromisos adquiridos.
El sistema de planificación viene configurado por 3 parámetros:
- Horizonte
- Periodo
- Frecuencia

El sistema MRP 
Su objetivo es disminuir el volumen de existencia a partir de lanzar la orden de compra o fabricación en el momento adecuado según los resultados del Programa Maestro de Producción. Su aplicación es útil donde existan algunas de las condiciones siguientes:
- El producto final es complejo y requiere de varios niveles de subensamble y ensamble.
- El producto final es costoso.
- El tiempo de procesamiento de la materia prima y componentes, sea grande.
- El ciclo de producción (lead time) del producto final sea largo.
- Se desee consolidar los requerimientos para diversos productos.
- El proceso se caracteriza por ítems con demandas dependientes fundamentalmente y la fabricación sea intermitente.

El sistema MRP comprende la información obtenida de al menos tres fuentes:
- El plan maestro de producción, el cual contiene las cantidades y fechas en que han de estar disponibles los productos que están sometidos a demanda externa (productos finales y piezas de repuesto).
- El estado del inventario, que recoge las cantidades de cada una de las referencias de la planta que están disponibles o en curso de fabricación, debiendo conocerse la fecha de recepción de estas últimas.
- La lista de materiales, que representa la estructura de fabricación en la empresa conociendo el árbol de fabricación de cada una de las referencias que aparecen en el Plan Maestro de Producción.

A partir de estos datos proporciona como resultado la siguiente información:
- El plan de producción de cada uno de los ítems que han de ser fabricados, especificando cantidades y fechas en que han de ser lanzadas las órdenes de fabricación. Para calcular las cargas de trabajo de cada una de las secciones de la planta y posteriormente para establecer el programa detallado de fabricación.
- El plan de aprovisionamiento, detallando las fechas y tamaños de los pedidos a proveedores para aquellas referencias que son adquiridas en el exterior.
- El informe de excepciones, que permite conocer qué órdenes de fabricación van retrasadas y cuáles son sus posibles repercusiones sobre el plan de producción y en última instancia, sobre las fechas de entrega de los pedidos a los clientes.

### Plan maestro de producción PMP o MPS (Master production schedule)
Con base en los pedidos de los clientes y los pronósticos de demanda, nos dice qué productos finales hay que fabricar y en qué plazos deben tenerse terminados. También contiene las cantidades y fechas de la disponibilidad de los productos de la planta que están sujetos a demanda externa (productos finales y piezas de repuesto).
La función del plan maestro es adecuar la producción en la fábrica a los dictados de la demanda externa. Una vez fijado este, el cometido del resto del sistema es su cumplimiento y ejecución con el máximo de eficiencia.
Para esto el Plan maestro de producción se basa un tiempo que se establece para el cálculo de las fechas de producción y abastecimiento. Se ha estandarizado que este tiempo sea de una semana laboral.

### Gestión de stock
El estado del inventario recoge las cantidades de cada referencia de la planta que están disponibles o en curso de fabricación.Y en este último caso la fecha de recepción de las mismas.
Para calcular las necesidades de materiales se necesita evaluar las cantidades y fechas en que han de estar disponibles los componentes que intervienen, según especifican las listas de materiales.
El sistema de información referido al estado del stock debe conocer en todo momento las existencias reales y el estado de los pedidos en curso para vigilar el cumplimiento de los plazos de aprovisionamiento. En definitiva, debe de existir un perfecto conocimiento de la situación en que se encuentran los stocks, tanto de los materiales adquiridos a los proveedores externos como de los componentes en la preparación de conjuntos de nivel superior.

### Lista de materiales o BOM (Bill of Materials)
Desde el punto de vista del control de la producción interesa conocer los componentes que intervienen en el conjunto final, mostrando las sucesivas etapas de la fabricación. La estructura de fabricación es la lista precisa y completa de todos los materiales y componentes que se requieren para la fabricación o montaje del producto final.
Para definir esta estructura existen dos requisitos:
- Cada componente o material que interviene debe tener asignado un código que lo identifique de forma precisa.
- A cada elemento le corresponde un nivel en la estructura, asignado en sentido descendente. Así, al producto final le corresponde el nivel cero. Los componentes y materiales que intervienen en la última operación de montaje son de nivel uno.

En resumen, las listas de materiales han de organizarse para satisfacer todas las necesidades del mismo, incluyendo la de facilitar el conocimiento permanente.

### Factor Humano en laPlaneación de la Producción
La diferencia que hay entre la teoría (Los planes de producción realizados por algoritmos computarizados) y la práctica (Secuencia real en los talleres), es lo denominado el factor humano. El ser humano se convierte en un complemento necesario para planeación de la producción y actúan de acuerdo a un sistema genérico de modelación de errores.
Un sistema genérico de modelación de errores corrige los fallos ocurridos en los planes de producción. Para ello el sistema integra tres niveles de error, estando relacionado el nivel de forma ascendente, con la intensidad de supervisión por parte del planificador o jefe de taller:
- El primer nivel, Nivel Basado en Habilidades, contiene soluciones a errores rutinarios que no necesitan supervisión.
- En el segundo nivel, Nivel Basado en Reglas, existen una serie de reglas condicionales, establecidas con la experiencia y el conocimiento de los trabajadores.
- Y en el tercer nivel, Nivel Basado en el Conocimiento, se buscan herramientas de análisis y solución de problemas y cuando se llega a una solución esta se convierte en una regla para el nivel inferior.

En general el conocimiento tácito que tienen los seres humanos son un complemento indispensable para obtener el plan de producción óptimo.

## Demand Driven MRP
En 2011, se publicó la tercera edición de "Orlicky's Materials Requirements Planning" donde se introduce un nuevo tipo de MRP llamado en español "MRP impulsado por la demanda" (DDMRP). Esta tercera edición no fue redactada por el propio Orlicky, autor original ya fallecido en ese momento, sino por Carol Ptak y Chad Smith por petición de la editorial McGraw Hill con el fin de actualizar el trabajo de Orlicky. El DDMRP es una técnica formal de planificación y ejecución en varios niveles con cinco componentes principales:
1. Posicionamiento estratégico del inventario: la primera pregunta de la gestión eficaz del inventario no es "¿cuánto inventario deberíamos tener?" Tampoco es "¿cuándo debemos hacer o comprar algo?" La pregunta más fundamental que debemos plantearnos en los entornos de fabricación actuales es: "dado nuestro sistema y nuestro entorno, ¿dónde deberíamos colocar el inventario para tener la mejor protección?" El inventario es como un muro de ruptura para proteger a los barcos en un puerto deportivo de la rugosidad de las olas entrantes. En el océano abierto, las paredes de ruptura deben tener entre 50 y 100 pies de altura, pero en un lago pequeño las paredes de ruptura tienen solo un par de pies de altura. En un estanque liso y vidrioso no es necesaria ninguna pared de ruptura.
2. Perfiles y nivel de búfer: una vez que se determinan las posiciones reabastecidas estratégicamente, los niveles reales de esos búferes deben establecerse inicialmente. Según varios factores, los diferentes materiales y piezas se comportan de manera diferente (pero muchos también se comportan casi de la misma manera). DDMRP exige la agrupación de piezas y materiales elegidos para el reabastecimiento estratégico y que se comportan de manera similar en "perfiles de amortiguación". Los perfiles de amortiguación tienen en cuenta factores importantes que incluyen el tiempo de entrega (en relación con el medio ambiente), la variabilidad (demanda u oferta), si la pieza se fabrica, compra o distribuye y si hay múltiples pedidos involucrados. Estos perfiles de búfer se componen de "zonas" que producen una imagen de búfer única para cada parte a medida que sus respectivos rasgos de parte individual se aplican a los rasgos de grupo.
3. Ajustes dinámicos: con el transcurso del tiempo, los rasgos individuales y de grupo pueden cambiar y cambiarán a medida que se utilicen nuevos proveedores y materiales, se abran nuevos mercados y / o se deterioren los viejos mercados y cambien las capacidades y los métodos de fabricación. Los niveles de búfer dinámicos permiten a la empresa adaptar los búferes a los cambios de características de las partes individuales y de grupo a lo largo del tiempo mediante el uso de varios tipos de ajustes. Por lo tanto, a medida que se encuentra más o menos variabilidad o que cambia la estrategia de una empresa, estos amortiguadores se adaptan y cambian para adaptarse al entorno.
4. Planificación impulsada por la demanda: aprovecha la enorme potencia computacional del hardware y software actuales. También aprovecha los nuevos enfoques impulsados por la demanda o basados en la atracción. Cuando estos dos elementos se combinan, existe lo mejor de ambos mundos; enfoques y herramientas relevantes para la forma en que el mundo funciona hoy y un sistema de rutina que promueve mejores y más rápidas decisiones y acciones a nivel de planificación y ejecución.
5. Ejecución colaborativa y altamente visible: el simple hecho de lanzar órdenes de compra (PO), órdenes de fabricación (MO) y órdenes de transferencia (TO) desde cualquier sistema de planificación no acaba con el desafío de la gestión de pedidos y materiales. Estos PO, MO y TO deben gestionarse de forma eficaz para sincronizarse con los cambios que a menudo se producen dentro del "horizonte de ejecución". El horizonte de ejecución es el tiempo desde que se abre un PO, MO o TO hasta que se cierra en el sistema de registro. DDMRP define un sistema de ejecución moderno, integrado y muy necesario para todas las categorías de piezas con el fin de acelerar la proliferación de información y prioridades relevantes a lo largo de una organización y cadena de suministro.

Estos cinco componentes trabajan juntos para eliminar el nerviosismo de los sistemas MRP tradicionales y el efecto látigo en entornos complejos. El Demand Driven Institute afirma que al utilizar estos enfoques, los planificadores ya no tendrán que tratar de responder a cada mensaje de cada parte, este enfoque proporciona información real sobre aquellas piezas que realmente corren el riesgo de afectar negativamente la disponibilidad planificada del inventario. DDMRP clasifica los pocos elementos importantes que requieren atención de las muchas partes que se están administrando. Bajo el enfoque de DDMRP, los consultores que lo venden afirman que menos planificadores pueden tomar mejores decisiones con mayor rapidez. Eso significa que las empresas podrán aprovechar mejor su capital humano y de trabajo. Sin embargo, una desventaja del DDMRP es que no se puede ejecutar en la mayoría de los sistemas MRPII / ERP que se utilizan en la actualidad.
Las empresas que lo venden afirman que DDMRP se ha aplicado con éxito a una variedad de entornos, incluidos CTO (configurar a pedido), MTS (hacer a stock), MTO (hacer a pedido) y ETO. La metodología se aplica de manera diferente en cada entorno, pero el proceso de cinco pasos sigue siendo el mismo. DDMRP aprovecha el conocimiento de la teoría TOC, MRP y DRP tradicionales, así como Six Sigma y lean. Es una combinación de MRP y técnicas kanban, lo que significa que tiene las fortalezas de ambos, pero también sus debilidades, por lo que sigue siendo una solución de nicho. Las implementaciones de DDMRP comenzaron en 2002 y ahora ya hay varios estudios de casos publicados por las organizaciones que lo venden.

## Adaptive MRP
Uno de los últimos avances en los sistemas MRP ha sido el MRP adaptativo (AMRP). Este nuevo sistema aparece descrito por primera vez en el libro "Industria 4.0: Modelo de transformación digital para Pymes industriales", escrito por Benjamín Martí Esbrí. El Adaptive MRP (AMRP) nace a causa de la necesidad de simplicidad de los actuales sistemas planificación y administración, cuyo uso ha quedado relegado a las grandes empresas ya que son demasiado complejos para implantarlos en las pequeñas y medianas empresas (Pymes), motivo por el cual requieren de muchas adaptaciones, que hacen que sus costes sean demasiado elevados y no estén a su alcance.
Las pequeñas y medianas empresas no suelen fabricar productos de gran consumo en grandes cantidades, por lo que centran su oferta en series cortas de productos personalizados. Su distribución en planta suele ser caótica (no lineal), su proceso es discreto y discontinuo, y por eso, los cuellos de botella son habituales. Por otro lado, se solapan en el tiempo operaciones con distintas capacidades de trabajo y dichas operaciones suelen sufrir cambios estructurales una vez lanzada la producción, ya sean cambios en el orden de prioridad, en las estructuras de materiales o en las rutas del proceso productivo, lo que ocasiona cambios constantes en la planificación. En cuanto a la organización, las máquinas y operarios son multifunción, lo que dificulta el control en planta. Por último, es habitual que haya reprocesos por errores o cambios de las especificaciones de producto debido, entre otras cosas, a que la oficina técnica suele disponer de menor capacidad de la necesaria, lo que complica la disponibilidad de recursos para la definición de producto y la planificación de la producción.
Con este escenario es muy difícil la implementación en las pymes de un MRP o DDMRP convencional de los que existen actualmente en el mercado, motivo por el cual hay muy pocas pymes industriales digitalizadas con habilitadores de gestión de planta.
De todas estas necesidades, nace en 2019 este nuevo método de organización industrial orientado a resolver la problemática concreta que tienen las pymes y que es capaz de pilotar de manera casi automática la producción, así como de controlar y gestionar los talleres.
Las principales características del Adaptive MRP (AMRP) son las siguientes:
1. Optimiza las operaciones limitadoras que son cuello de botella (TOC) con el cálculo automático del tamaño del lote para los reaprovisionamientos, considerando únicamente los Setup de los cuellos de botella, que son detectados automáticamente. Con ello aumentamos la capacidad del limitador y por lo tanto la capacidad global de la fábrica.
2. Lanza automáticamente órdenes de producción y de compra, con base en las necesidades del programa de producción (MRP) por explosión de las listas de materiales y el estado de inventarios.
3. Tiene en cuenta la variabilidad del tiempo de aprovisionamiento, tanto de operaciones internas como de suministros externos, para el cálculo del punto de reaprovisionamiento y lo recalcula de manera automática (EOQ + EPQ).
4. Utiliza el Control visual (JIT / KANBAN) para ordenar las prioridades de cada suministro y cada operación, en una paleta de cinco colores en los terminales de línea, de manera que cuando cambia una prioridad de producto terminado se desencadena la re priorización de todos los componentes de manera visual.
5. Funciona en base a plantillas, tanto de estructuras de material (componentes), como de procesos (rutas productivas) para que la creación de nuevos productos sea rápida y flexible.
6. Prioriza la flexibilidad frente a la planificación.

Este nuevo método de organización industrial Adaptive MRP (AMRP), se desarrolla a partir de los sistemas EOQ + EPQ + MRP + TOC + JIT para que el software de gestión de producción pilote las necesidades de manera óptima, automática y sobre todo flexible. 